# 名取郡
- 令制国一覧 > 東山道 > 陸前国 > 名取郡
- 日本 > 東北地方 > 宮城県 > 名取郡

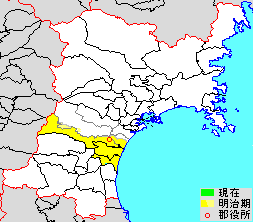
宮城県名取郡の範囲（水色：後に他郡から編入した区域 薄黄：後に他郡に編入された区域）

名取郡（なとりぐん）は、宮城県（陸奥国・陸前国）にあった郡。

## 郡域
1878年（明治11年）に行政区画として発足した当時の郡域は、名取市、岩沼市（吹上・吹上西・阿武隈・大昭和などを除く）、仙台市太白区および青葉区の一部（茂庭・新川など）、若林区の一部（沖野・下飯田・三本塚・井土以南）の区域にあたる。なお、岩沼市の例外となっている区域は1947年に亘理郡から編入されている。また、仙台市青葉区新川は1955年に宮城郡に編入されている。

## 歴史
7世紀に設置されたと推定される。かつては和銅6年（713年）に陸奥国に丹取郡を置いたとする『続日本紀』の記事が、「名取」を「丹取」と誤記したものだとする説が有力だったが、現在では否定されている。天平元年（729年）11月15日の日付で、陸奥国名取郡から昆布を納めたときの荷札の木簡が、平城宮から見つかっている。また、郡の字は付されていないものの、郡山遺跡から出た土師器の坏に「名取」と記されたものがある。
「名取」の文献上における初見は、『続日本紀』天平神護2年（766年）12月30日条にある名取竜麻呂の改姓記事である。「名取郡」としては神護景雲3年（769年）3月13日条にある名取郡の人吉弥侯部老人の改姓記事がもっとも早い。
もとは名取川および支流の広瀬川が宮城郡との境であったが、西方では両郡の境界は曖昧で、秋保郷のように所属が明確でない地域も存在した。近世初期には仙台城付近で広瀬川支流の竜ノ口沢が境界線となり、仙台城は宮城郡へと編入された。江戸時代には北方（28村3浜、長町代官所）・南方（1郷29村、増田代官所）に区分された。

### 町村制施行以前の沿革
- 幕末時点では陸奥国に所属し、全域が仙台藩領であった。「旧高旧領取調帳」に記載されている明治初年時点に存在した村は以下の通り。（1郷57村3浜）

| 区分 | 村数    | 村名 | 所属代官区            | 所轄郡奉行 |
| ---- | ------- | --- | --------------------- | ---------- |
| 北方 | 28村3浜 | 飯田村、今泉村、牛野村、大野田村、大曲村、沖野村、鈎取村、郡山村、小塚原村、境野村、四郎丸村、高柳村、種次村、富沢村、富田村、新川村、長袋村、日辺村、根岸村、馬場村、平岡村、袋原村、二木村、前田村、茂庭村、柳生村、山田村、湯元村、井土浜、藤塚浜、閖上浜             | 長町代官所 （根岸村） | 南方郡奉行 |
| 南方 | 1郷29村 | 岩沼本郷、小豆島村、飯野坂村、植松村、小川村、押分村、笠島村、川上村、北目村、熊野堂村、塩手村、志賀村、下野郷村、杉ヶ袋村、田高村、坪沼村、手倉田村、寺島村、長岡村、北長谷村、南長谷村、早股村、堀内村、本郷村、増田村、下増田村、三色吉村、上余田村、下余田村、吉田村 | 増田代官所 （増田村） | 南方郡奉行 |

- 明治元年
  - 9月24日（1868年11月8日） - 仙台藩主伊達慶邦が官軍に降伏。28万石に減封となる。
  - 12月7日（1869年1月19日） - 陸奥国が分割され、本郡は陸前国の所属となる。
  - 12月12日（1869年1月24日） - 伊達亀三郎（慶邦の子）に旧領のうち28万石が与えられ仙台藩が復活。名取郡は仙台藩領となる。
- 明治4年
  - 7月14日（1871年8月19日） - 廃藩置県により仙台県（第1次）となる。
  - 11月2日（1871年12月13日） - 第1次府県統合により仙台県（第2次）の管轄となる。
- 明治5年
  - 1月8日（1872年2月16日） - 仙台県（第2次）が宮城県に改称。
  - 4月9日（1872年6月10日） - 大区小区制の施行により、名取郡北方が宮城県第14大区に、名取郡南方が宮城県第15大区になる。

| 宮城県第14大区（全9小区。名取郡の一部〔北方〕） | 宮城県第14大区（全9小区。名取郡の一部〔北方〕） |
| 小区                                            | 所属村                                          |
| ----------------------------------------------- | ----------------------------------------------- |
| 小1区                                           | 根岸村・平岡村・郡山村                          |
| 小2区                                           | 飯田村・沖野村・日辺村                          |
| 小3区                                           | 今泉村・種次村・二木村・井土浜・藤塚浜          |
| 小4区                                           | 閖上浜・小塚原村                                |
| 小5区                                           | 四郎丸村・牛野村・大曲村・高柳村                |
| 小6区                                           | 前田村・袋原村・柳生村                          |
| 小7区                                           | 富沢村・大野田村・鈎取村・富田村・山田村        |
| 小8区                                           | 茂庭村・境野村・湯元村                          |
| 小9区                                           | 長袋村・馬場村・新川村                          |

| 宮城県第15大区（全12小区。名取郡の一部〔南方〕） | 宮城県第15大区（全12小区。名取郡の一部〔南方〕） |
| 小区                                             | 所属村                                           |
| ------------------------------------------------ | ------------------------------------------------ |
| 小1区                                            | 増田村・下増田村・杉ヶ袋村                       |
| 小2区                                            | 田高村・上余田村・下余田村                       |
| 小3区                                            | 坪沼村・吉田村・熊野堂村                         |
| 小4区                                            | 手倉田村・川上村・塩手村                         |
| 小5区                                            | 植松村・飯野坂村                                 |
| 小6区                                            | 北目村・笠島村・小豆島村                         |
| 小7区                                            | 小川村・志賀村・長岡村・三色吉村                 |
| 小8区                                            | 北長谷村・南長谷村                               |
| 小9区                                            | 岩沼本郷                                         |
| 小10区                                           | 堀内村・本郷村、下野郷村の一部〔矢野目〕         |
| 小11区                                           | 押分村、下野郷村の一部〔下野郷・相野釜〕         |
| 小12区                                           | 早股村・寺島村                                   |

- 明治7年（1874年）
  - 平岡村・根岸村が合併して長町村となる。（60村）
  - 4月 - 区の再編により、全域が宮城県第8大区となる。

| 宮城県第8大区（全11小区。名取郡のみ） | 宮城県第8大区（全11小区。名取郡のみ）                    |
| 小区                                  | 所属村                                                   |
| ------------------------------------- | -------------------------------------------------------- |
| 小1区                                 | 増田村・下増田村・杉ヶ袋村・田高村                       |
| 小2区                                 | 前田村・袋原村・柳生村・上余田村・下余田村               |
| 小3区                                 | 閖上浜・牛野村・大曲村・小塚原村・高柳村・四郎丸村       |
| 小4区                                 | 飯田村・今泉村・沖野村・種次村・二木村・井土浜・藤塚浜   |
| 小5区                                 | 長町村・郡山村・富沢村・大野田村・鈎取村・富田村・山田村 |
| 小6区                                 | 茂庭村・長袋村・境野村・馬場村・湯元村・新川村           |
| 小7区                                 | 坪沼村・手倉田村・吉田村・川上村・熊野堂村・塩手村       |
| 小8区                                 | 植松村・飯野坂村・北目村・笠島村・小豆島村               |
| 小9区                                 | 堀内村・本郷村・小川村・志賀村・長岡村・三色吉村         |
| 小10区                                | 岩沼本郷・北長谷村・南長谷村                             |
| 小11区                                | 下野郷村・押分村・早股村・寺島村                         |

- 明治9年（1876年）11月 - 区の再編により、宮城郡・黒川郡と共に宮城県第2大区となる。

| 宮城県第2大区（全17小区。名取郡1～5・宮城郡・黒川郡） | 宮城県第2大区（全17小区。名取郡1～5・宮城郡・黒川郡）                                                                        |
| 小区                                                  | 所属村 |
| ----------------------------------------------------- | --- |
| 小1区                                                 | 岩沼本郷・北長谷村・南長谷村・下野郷村・押分村・早股村・寺島村・堀内村・本郷村                                               |
| 小2区                                                 | 植松村・飯野坂村・手倉田村・吉田村・川上村・北目村・塩手村・笠島村・小豆島村・小川村・志賀村・長岡村・三色吉村               |
| 小3区                                                 | 増田村・下増田村・杉ヶ袋村・田高村・手倉田村・上余田村・下余田村・四郎丸村・袋原村・牛野村・大曲村・小塚原村・高柳村・閖上浜 |
| 小4区                                                 | 茂庭村・坪沼村・熊野堂村・長袋村・境野村・馬場村・湯元村・新川村・富沢村・鈎取村・富田村・山田村                             |
| 小5区                                                 | 長町村・郡山村・大野田村・前田村・柳生村・飯田村・今泉村・沖野村・種次村。日辺村・二木村・井土浜・藤塚浜                     |

- 明治11年（1878年）10月21日 - 郡区町村編制法の宮城県での施行により、行政区画として名取郡が発足。郡役所が長町村に設置。同日大区小区制廃止。
- 明治22年（1889年）3月31日 - 翌日の市制施行に先立ち、仙台区との間で下記の境界変更を実施。
  - ［長町 - 仙台］長町村字大窪谷地を仙台区に編入。仙台区宮沢の1戸を長町村へ編入。

### 町村制以降の沿革

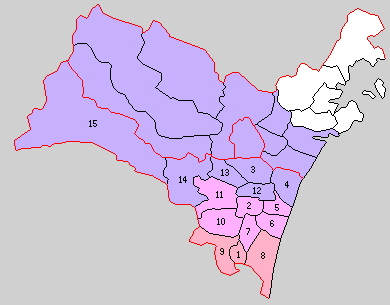
1.岩沼町 2.増田村 3.茂ヶ崎村 4.六郷村 5.東多賀村 6.下増田村 7.館腰村 8.玉浦村 9.千貫村 10.愛島村 11.高館村 12.中田村 13.西多賀村 14.生出村 15.秋保村（紫：仙台市 桃：名取市 赤：岩沼市）

- 明治22年（1889年）4月1日 - 町村制の施行により、以下の町村が発足[4]。（1町14村）

  - 岩沼町（岩沼本郷が単独町制。現・岩沼市）
  - 増田村 ← 増田村、田高村、手倉田村、上余田村、下余田村（現・名取市）
  - 茂ヶ崎村 ← 長町村、郡山村（現・仙台市）
  - 六郷村 ← 飯田村、今泉村、沖野村、種次村、日辺村、二木村、井戸浜、藤塚浜（現・仙台市）
  - 東多賀村 ← 閖上浜、牛野村、大曲村、小塚原村、高柳村（現・名取市）
  - 下増田村 ← 下増田村、杉ヶ袋村（現・名取市）
  - 館腰村 ← 植松村、飯野坂村、堀内村、本郷村（現・名取市）
  - 玉浦村 ← 下野郷村、押分村、早股村、寺島村（現・岩沼市）
  - 千貫村 ← 北長谷村、南長谷村、小川村、志賀村、長岡村、三色吉村（現・岩沼市）
  - 愛島村 ← 北目村、塩手村、笠島村、小豆島村（現・名取市）
  - 高舘村 ← 吉田村、川上村、熊野堂村（現・名取市）
  - 中田村 ← 前田村、四郎丸村、袋原村、柳生村（現・仙台市）
  - 西多賀村 ← 富沢村、大野田村、鈎取村、富田村、山田村（現・仙台市）
  - 生出村 ← 茂庭村、坪沼村（現・仙台市）
  - 秋保村 ← 長袋村［大部分］、境野村、馬場村、湯元村、新川村（現・仙台市）
  - 長袋村の一部（字白沢・道半）は宮城郡広瀬村の一部になる。
- 明治27年（1894年）4月1日 - 郡制を施行。
- 明治29年（1896年）6月30日 - 増田村が町制施行して増田町となる。（2町13村）
- 大正4年（1915年）2月1日 - 茂ヶ崎村が町制施行・改称して長町となる。（3町12村）
- 大正12年（1923年）4月1日 - 郡会が廃止。郡役所は存続。
- 大正15年（1926年）7月1日 - 郡役所が廃止。以降は地域区分名称となる。
- 昭和3年（1928年）4月1日（3町11村）
  - 長町が仙台市に編入。
  - 東多賀村が町制施行・改称して閖上町となる。
- 昭和7年（1932年）10月1日 - 西多賀村が仙台市に編入。（3町10村）
- 昭和16年（1941年）9月15日 - 中田村・六郷村が仙台市に編入。（3町8村）
- 昭和22年（1947年）1月11日 - 岩沼町が亘理郡逢隈村のうち阿武隈川北岸の部分（吹上地区[5]、2.44平方km）を編入。
- 昭和30年（1955年）4月1日（2町2村） 
  - 増田町・閖上町・下増田村・高舘村・館腰村・愛島村が合併して名取町が発足。
  - 岩沼町・千貫村・玉浦村が合併し、改めて岩沼町が発足。
  - 秋保村の一部（新川）が宮城郡宮城村に編入。
- 昭和31年（1956年）4月1日 - 生出村が仙台市に編入。（2町1村）
- 昭和33年（1958年）10月1日 - 名取町が市制施行して名取市となり、郡より離脱。（1町1村）
- 昭和42年（1967年）4月1日 - 秋保村が町制施行して秋保町となる。（2町）
- 昭和46年（1971年）11月1日 - 岩沼町が市制施行して岩沼市となり、郡より離脱。（1町）
- 昭和63年（1988年）3月1日 - 秋保町が仙台市に編入。同日名取郡消滅。宮城県内では初の郡消滅となったとの同時に、日本における昭和最後の郡消滅となった。

### 変遷表
| 明治22年以前        | 明治22年以前        | 明治22年4月1日 町村制施行 | 明治22年 - 大正15年         | 昭和元年 - 昭和29年          | 昭和30年 - 昭和49年                          | 昭和30年 - 昭和49年                | 昭和50年 - 昭和64年          | 平成元年 - 現在 | 現在   |
| ------------------- | ------------------- | ------------------------- | --------------------------- | ---------------------------- | -------------------------------------------- | ---------------------------------- | ---------------------------- | --------------- | ------ |
| 根岸村              | 明治7年 長町村      | 茂ケ崎村                  | 大正4年2月1日 町制 長町     | 昭和3年4月1日 仙台市に編入   | 仙台市                                       | 仙台市                             | 仙台市                       | 仙台市          | 仙台市 |
| 平岡村              | 明治7年 長町村      | 茂ケ崎村                  | 大正4年2月1日 町制 長町     | 昭和3年4月1日 仙台市に編入   | 仙台市                                       | 仙台市                             | 仙台市                       | 仙台市          | 仙台市 |
| 郡山村              |                     | 茂ケ崎村                  | 大正4年2月1日 町制 長町     | 昭和3年4月1日 仙台市に編入   | 仙台市                                       | 仙台市                             | 仙台市                       | 仙台市          | 仙台市 |
| 富沢村              | 富沢村              | 西多賀村                  | 西多賀村                    | 昭和7年10月1日 仙台市に編入  | 仙台市                                       | 仙台市                             | 仙台市                       | 仙台市          | 仙台市 |
| 大野田村            |                     | 西多賀村                  | 西多賀村                    | 昭和7年10月1日 仙台市に編入  | 仙台市                                       | 仙台市                             | 仙台市                       | 仙台市          | 仙台市 |
| 鈎取村              |                     | 西多賀村                  | 西多賀村                    | 昭和7年10月1日 仙台市に編入  | 仙台市                                       | 仙台市                             | 仙台市                       | 仙台市          | 仙台市 |
| 富田村              |                     | 西多賀村                  | 西多賀村                    | 昭和7年10月1日 仙台市に編入  | 仙台市                                       | 仙台市                             | 仙台市                       | 仙台市          | 仙台市 |
| 山田村              |                     | 西多賀村                  | 西多賀村                    | 昭和7年10月1日 仙台市に編入  | 仙台市                                       | 仙台市                             | 仙台市                       | 仙台市          | 仙台市 |
| 前田村              | 前田村              | 中田村                    | 中田村                      | 昭和16年9月15日 仙台市に編入 | 仙台市                                       | 仙台市                             | 仙台市                       | 仙台市          | 仙台市 |
| 四郎丸村            |                     | 中田村                    | 中田村                      | 昭和16年9月15日 仙台市に編入 | 仙台市                                       | 仙台市                             | 仙台市                       | 仙台市          | 仙台市 |
| 袋原村              |                     | 中田村                    | 中田村                      | 昭和16年9月15日 仙台市に編入 | 仙台市                                       | 仙台市                             | 仙台市                       | 仙台市          | 仙台市 |
| 柳生村              |                     | 中田村                    | 中田村                      | 昭和16年9月15日 仙台市に編入 | 仙台市                                       | 仙台市                             | 仙台市                       | 仙台市          | 仙台市 |
| 二木村              | 二木村              | 六郷村                    | 六郷村                      | 昭和16年9月15日 仙台市に編入 | 仙台市                                       | 仙台市                             | 仙台市                       | 仙台市          | 仙台市 |
| 飯田村              |                     | 六郷村                    | 六郷村                      | 昭和16年9月15日 仙台市に編入 | 仙台市                                       | 仙台市                             | 仙台市                       | 仙台市          | 仙台市 |
| 今泉村              |                     | 六郷村                    | 六郷村                      | 昭和16年9月15日 仙台市に編入 | 仙台市                                       | 仙台市                             | 仙台市                       | 仙台市          | 仙台市 |
| 沖野村              |                     | 六郷村                    | 六郷村                      | 昭和16年9月15日 仙台市に編入 | 仙台市                                       | 仙台市                             | 仙台市                       | 仙台市          | 仙台市 |
| 種次村              |                     | 六郷村                    | 六郷村                      | 昭和16年9月15日 仙台市に編入 | 仙台市                                       | 仙台市                             | 仙台市                       | 仙台市          | 仙台市 |
| 日辺村              |                     | 六郷村                    | 六郷村                      | 昭和16年9月15日 仙台市に編入 | 仙台市                                       | 仙台市                             | 仙台市                       | 仙台市          | 仙台市 |
| 井土浜              |                     | 六郷村                    | 六郷村                      | 昭和16年9月15日 仙台市に編入 | 仙台市                                       | 仙台市                             | 仙台市                       | 仙台市          | 仙台市 |
| 藤塚浜              |                     | 六郷村                    | 六郷村                      | 昭和16年9月15日 仙台市に編入 | 仙台市                                       | 仙台市                             | 仙台市                       | 仙台市          | 仙台市 |
| 茂庭村              | 茂庭村              | 生出村                    | 生出村                      | 生出村                       | 昭和31年4月1日 仙台市に編入                  | 昭和31年4月1日 仙台市に編入        | 仙台市                       | 仙台市          | 仙台市 |
| 坪沼村              |                     | 生出村                    | 生出村                      | 生出村                       | 昭和31年4月1日 仙台市に編入                  | 昭和31年4月1日 仙台市に編入        | 仙台市                       | 仙台市          | 仙台市 |
| 新川村              | 新川村              | 秋保村                    | 秋保村                      | 秋保村                       | 昭和30年4月1日 宮城郡宮城村に編入            | 昭和38年11月3日 宮城郡宮城町の一部 | 昭和62年11月1日 仙台市に編入 | 仙台市          | 仙台市 |
| 境野村              | 境野村              | 秋保村                    | 秋保村                      | 秋保村                       | 昭和30年4月1日 旧・新川村域を 宮城郡宮城村へ | 昭和42年4月1日 町制 秋保町         | 昭和63年3月1日 仙台市に編入  | 仙台市          | 仙台市 |
| 馬場村              |                     | 秋保村                    | 秋保村                      | 秋保村                       | 昭和30年4月1日 旧・新川村域を 宮城郡宮城村へ | 昭和42年4月1日 町制 秋保町         | 昭和63年3月1日 仙台市に編入  | 仙台市          | 仙台市 |
| 湯元村              |                     | 秋保村                    | 秋保村                      | 秋保村                       | 昭和30年4月1日 旧・新川村域を 宮城郡宮城村へ | 昭和42年4月1日 町制 秋保町         | 昭和63年3月1日 仙台市に編入  | 仙台市          | 仙台市 |
| 長袋村              | 一部                | 秋保村                    | 秋保村                      | 秋保村                       | 昭和30年4月1日 旧・新川村域を 宮城郡宮城村へ | 昭和42年4月1日 町制 秋保町         | 昭和63年3月1日 仙台市に編入  | 仙台市          | 仙台市 |
| 長袋村              | 一部                | 宮城郡宮城村 の一部       | 宮城郡宮城村 の一部         | 宮城郡宮城村 の一部          | 宮城郡宮城村 の一部                          | 昭和38年11月3日 宮城郡宮城町の一部 | 昭和62年11月1日 仙台市に編入 | 仙台市          | 仙台市 |
| 増田村              | 増田村              | 増田村                    | 明治29年6月30日 町制 増田町 | 増田町                       | 昭和30年4月1日 名取町                        | 昭和33年10月1日 市制 名取市        | 名取市                       | 名取市          | 名取市 |
| 手倉田村            |                     | 増田村                    | 明治29年6月30日 町制 増田町 | 増田町                       | 昭和30年4月1日 名取町                        | 昭和33年10月1日 市制 名取市        | 名取市                       | 名取市          | 名取市 |
| 田高村              |                     | 増田村                    | 明治29年6月30日 町制 増田町 | 増田町                       | 昭和30年4月1日 名取町                        | 昭和33年10月1日 市制 名取市        | 名取市                       | 名取市          | 名取市 |
| 上余田村            |                     | 増田村                    | 明治29年6月30日 町制 増田町 | 増田町                       | 昭和30年4月1日 名取町                        | 昭和33年10月1日 市制 名取市        | 名取市                       | 名取市          | 名取市 |
| 下余田村            |                     | 増田村                    | 明治29年6月30日 町制 増田町 | 増田町                       | 昭和30年4月1日 名取町                        | 昭和33年10月1日 市制 名取市        | 名取市                       | 名取市          | 名取市 |
| 閖上浜              | 閖上浜              | 東多賀村                  | 東多賀村                    | 昭和3年4月1日 町制 閖上町    | 昭和30年4月1日 名取町                        | 昭和33年10月1日 市制 名取市        | 名取市                       | 名取市          | 名取市 |
| 牛野村              |                     | 東多賀村                  | 東多賀村                    | 昭和3年4月1日 町制 閖上町    | 昭和30年4月1日 名取町                        | 昭和33年10月1日 市制 名取市        | 名取市                       | 名取市          | 名取市 |
| 大曲村              |                     | 東多賀村                  | 東多賀村                    | 昭和3年4月1日 町制 閖上町    | 昭和30年4月1日 名取町                        | 昭和33年10月1日 市制 名取市        | 名取市                       | 名取市          | 名取市 |
| 小塚原村            |                     | 東多賀村                  | 東多賀村                    | 昭和3年4月1日 町制 閖上町    | 昭和30年4月1日 名取町                        | 昭和33年10月1日 市制 名取市        | 名取市                       | 名取市          | 名取市 |
| 高柳村              |                     | 東多賀村                  | 東多賀村                    | 昭和3年4月1日 町制 閖上町    | 昭和30年4月1日 名取町                        | 昭和33年10月1日 市制 名取市        | 名取市                       | 名取市          | 名取市 |
| 下増田村            | 下増田村            | 下増田村                  | 下増田村                    | 下増田村                     | 昭和30年4月1日 名取町                        | 昭和33年10月1日 市制 名取市        | 名取市                       | 名取市          | 名取市 |
| 杉ヶ袋村            |                     | 下増田村                  | 下増田村                    | 下増田村                     | 昭和30年4月1日 名取町                        | 昭和33年10月1日 市制 名取市        | 名取市                       | 名取市          | 名取市 |
| 植松村              | 植松村              | 館腰村                    | 館腰村                      | 館腰村                       | 昭和30年4月1日 名取町                        | 昭和33年10月1日 市制 名取市        | 名取市                       | 名取市          | 名取市 |
| 飯野坂村            |                     | 館腰村                    | 館腰村                      | 館腰村                       | 昭和30年4月1日 名取町                        | 昭和33年10月1日 市制 名取市        | 名取市                       | 名取市          | 名取市 |
| 堀内村              |                     | 館腰村                    | 館腰村                      | 館腰村                       | 昭和30年4月1日 名取町                        | 昭和33年10月1日 市制 名取市        | 名取市                       | 名取市          | 名取市 |
| 本郷村              |                     | 館腰村                    | 館腰村                      | 館腰村                       | 昭和30年4月1日 名取町                        | 昭和33年10月1日 市制 名取市        | 名取市                       | 名取市          | 名取市 |
| 北目村              | 北目村              | 愛島村                    | 愛島村                      | 愛島村                       | 昭和30年4月1日 名取町                        | 昭和33年10月1日 市制 名取市        | 名取市                       | 名取市          | 名取市 |
| 塩手村              |                     | 愛島村                    | 愛島村                      | 愛島村                       | 昭和30年4月1日 名取町                        | 昭和33年10月1日 市制 名取市        | 名取市                       | 名取市          | 名取市 |
| 笠島村              |                     | 愛島村                    | 愛島村                      | 愛島村                       | 昭和30年4月1日 名取町                        | 昭和33年10月1日 市制 名取市        | 名取市                       | 名取市          | 名取市 |
| 小豆島村            |                     | 愛島村                    | 愛島村                      | 愛島村                       | 昭和30年4月1日 名取町                        | 昭和33年10月1日 市制 名取市        | 名取市                       | 名取市          | 名取市 |
| 吉田村              | 吉田村              | 高舘村                    | 高舘村                      | 高舘村                       | 昭和30年4月1日 名取町                        | 昭和33年10月1日 市制 名取市        | 名取市                       | 名取市          | 名取市 |
| 川上村              |                     | 高舘村                    | 高舘村                      | 高舘村                       | 昭和30年4月1日 名取町                        | 昭和33年10月1日 市制 名取市        | 名取市                       | 名取市          | 名取市 |
| 熊野堂村            |                     | 高舘村                    | 高舘村                      | 高舘村                       | 昭和30年4月1日 名取町                        | 昭和33年10月1日 市制 名取市        | 名取市                       | 名取市          | 名取市 |
| 亘理郡中泉村 の一部 | 亘理郡中泉村 の一部 | 亘理郡逢隈村 の一部       | 亘理郡逢隈村 の一部         | 昭和22年1月11日 岩沼町に編入 | 昭和30年4月1日 岩沼町                        | 昭和46年11月1日 市制 岩沼市        | 岩沼市                       | 岩沼市          | 岩沼市 |
| 岩沼本郷            | 岩沼本郷            | 岩沼町                    | 岩沼町                      | 岩沼町                       | 昭和30年4月1日 岩沼町                        | 昭和46年11月1日 市制 岩沼市        | 岩沼市                       | 岩沼市          | 岩沼市 |
| 志賀村              | 志賀村              | 千貫村                    | 千貫村                      | 千貫村                       | 昭和30年4月1日 岩沼町                        | 昭和46年11月1日 市制 岩沼市        | 岩沼市                       | 岩沼市          | 岩沼市 |
| 長岡村              |                     | 千貫村                    | 千貫村                      | 千貫村                       | 昭和30年4月1日 岩沼町                        | 昭和46年11月1日 市制 岩沼市        | 岩沼市                       | 岩沼市          | 岩沼市 |
| 小川村              |                     | 千貫村                    | 千貫村                      | 千貫村                       | 昭和30年4月1日 岩沼町                        | 昭和46年11月1日 市制 岩沼市        | 岩沼市                       | 岩沼市          | 岩沼市 |
| 三色吉村            |                     | 千貫村                    | 千貫村                      | 千貫村                       | 昭和30年4月1日 岩沼町                        | 昭和46年11月1日 市制 岩沼市        | 岩沼市                       | 岩沼市          | 岩沼市 |
| 北長谷村            |                     | 千貫村                    | 千貫村                      | 千貫村                       | 昭和30年4月1日 岩沼町                        | 昭和46年11月1日 市制 岩沼市        | 岩沼市                       | 岩沼市          | 岩沼市 |
| 南長谷村            |                     | 千貫村                    | 千貫村                      | 千貫村                       | 昭和30年4月1日 岩沼町                        | 昭和46年11月1日 市制 岩沼市        | 岩沼市                       | 岩沼市          | 岩沼市 |
| 下野郷村            | 下野郷村            | 玉浦村                    | 玉浦村                      | 玉浦村                       | 昭和30年4月1日 岩沼町                        | 昭和46年11月1日 市制 岩沼市        | 岩沼市                       | 岩沼市          | 岩沼市 |
| 押分村              |                     | 玉浦村                    | 玉浦村                      | 玉浦村                       | 昭和30年4月1日 岩沼町                        | 昭和46年11月1日 市制 岩沼市        | 岩沼市                       | 岩沼市          | 岩沼市 |
| 早股村              |                     | 玉浦村                    | 玉浦村                      | 玉浦村                       | 昭和30年4月1日 岩沼町                        | 昭和46年11月1日 市制 岩沼市        | 岩沼市                       | 岩沼市          | 岩沼市 |
| 寺島村              |                     | 玉浦村                    | 玉浦村                      | 玉浦村                       | 昭和30年4月1日 岩沼町                        | 昭和46年11月1日 市制 岩沼市        | 岩沼市                       | 岩沼市          | 岩沼市 |

## 歴代郡長
| 代 | 氏名         | 就任年月日                 | 退任年月日                 | 備考                                          |
| -- | ------------ | -------------------------- | -------------------------- | --------------------------------------------- |
| 1  | 小笠原幹     | 明治12年（1879年）7月29日  | 明治18年（1885年）1月9日   | 宮城郡長を兼任（明治16年（1883年）6月18日～） |
| 2  | 守屋孝章     | 明治18年（1885年）1月10日  | 明治30年（1897年）12月15日 |                                               |
| 3  | 八乙女盛次   | 明治31年（1898年）4月2日   | 明治31年（1898年）12月26日 |                                               |
| 4  | 荒篤次郎     | 明治31年（1898年）12月27日 | 明治33年（1900年）7月12日  |                                               |
| 5  | 高岡松郎     | 明治33年（1900年）7月13日  | 明治42年（1909年）7月5日   |                                               |
| 6  | 八乙女盛次   | 明治42年（1909年）7月6日   | 大正6年（1917年）3月12日   | 3代の再任                                     |
| 7  | 戸田元太郎   | 大正6年（1917年）3月12日   | 大正11年（1922年）4月12日  |                                               |
| 8  | 清野喜左ェ門 | 大正11年（1922年）4月12日  | 大正12年（1923年）1月30日  |                                               |
| 9  | 中島霊円     | 大正12年（1923年）2月17日  | 大正13年（1924年）10月4日  |                                               |
| 10 | 高橋林造     | 大正13年（1924年）10月4日  | 大正15年（1926年）4月30日  |                                               |